# Claude de la Sengle
Claude de la Sengle (1494 - 18 d'agost de 1557) fou Gran Mestre de l'Hospital, des de l'11 de setembre de 1453 al 1557 quan va morir.
De la Sengle fou primer batlle conventual per la llengua de França i va participar activament en les lluites contra els otomans, comandats per Turgut Reis, al nord d'Àfrica, concretament a Trípoli i Djerba.
Pel que fa a les fortificacions de l'illa, es va encarregar el 1554 de protegir la ciutat de Senglea de qui en va prendre part del seu escut d'armes. Va ampliar el Fort de Sant Miquel i va acabar les obres del Fort de Sant Elm, que havia començat el seu predecessor, Juan de Homedes y Coscón.
Va morir a Mdina el 18 d'agost de 1557 i fou enterrat al Fort de Sant Àngel, tot i que el seu cor fou posat a l'església de l'Anunciació de Rabat.